# André Martins
André Renato Soares Martins, né le 21 janvier 1990 à Santa Maria da Feira au Portugal, est un footballeur portugais. Il évolue au poste de milieu de terrain.

## Biographie
André Martins est un pur produit du prestigieux centre de formation du Sporting Clube de Portugal qu'il intègre en 2002 à l'âge de 12 ans. Après quelques prêts pour s'aguerrir, André Martins est intégré à l'équipe première du Sporting en 2011-2012. Après avoir pris part à plusieurs matchs amicaux, il dispute son premier match officiel en équipe première le 20 octobre 2011 contre le FC Vaslui en Ligue Europa, en entrant à la 78e minute, suffisant pour se distinguer et récolter des éloges au sujet de son entrée. L'entraîneur d'alors, Domingos Paciência le fait alors de plus en plus confiance, en le faisant notamment participer à cinq matchs rien que pour le mois de décembre 2011. Le changement d'entraîneur n'y changeait rien, Ricardo Sá Pinto se mit également à l'utiliser, le titularisant notamment lors des trois derniers matchs européens du Sporting en quart de finale retour, puis dans les deux rencontres de la demi-finale perdue de justesse face à l'Athletic Bilbao.
Le 27 mai 2013 est un grand moment dans la carrière d'André Martins puisqu'il est appelé pour la première fois en sélection A du Portugal par le sélectionneur Paulo Bento, faisant alors parti des 25 élus pour l'important match face à la Russie (7 juin 2013) et le match amical contre la Croatie (10 juin 2013). Il effectue d'ailleurs ses grands débuts avec la sélection A du Portugal en entrant à la 83e minute de la rencontre amicale face à la Croatie, et rentre de nouveau en jeu, à la 74e minute, lors du match amical suivant, face aux Pays-Bas (1-1), le 14 août 2013.
Lors de la saison 2013-2014, symbole de sa montée en puissance au Sporting, il abandonne son numéro 28 et hérite du numéro 8, laissé vacant par le départ de Schaars.
Le 6 septembre 2018, à l'issue de son contrat avec l'Olympiakos, il s'engage avec le Legia Varsovie pour une saison plus une autre en option.

## Statistiques
| Saison                | Club                  | Championnat           | Championnat | Championnat | Championnat | Coupe nationale | Coupe nationale | Coupe nationale | Coupe de la Ligue | Coupe de la Ligue | Coupe de la Ligue | Compétition(s) continentale(s) | Compétition(s) continentale(s) | Compétition(s) continentale(s) | Compétition(s) continentale(s) | Total | Total | Total |
| Saison                | Club                  | Division              | M.          | B.          | P.d.        | M.              | B.              | P.d.            | M.                | B.                | P.d.              | Comp.                          | M.                             | B.                             | P.d.                           | M.    | B.    | P.d.  |
| 2009-2010             | Real SC (prêt)        | 3                     | 30          | 1           | -           | 2               | 0               | -               | -                 | -                 | -                 | -                              | -                              | -                              | -                              | 32    | 1     | 0     |
| Sous-total            | Sous-total            | Sous-total            | 30          | 1           | -           | 2               | 0               | -               | -                 | -                 | -                 | -                              | -                              | -                              | -                              | 32    | 1     | 0     |
| 2010-2011             | Belenenses (prêt)     | 2                     | 2           | 0           | -           | -               | -               | -               | 3                 | 0                 | -                 | -                              | -                              | -                              | -                              | 5     | 0     | 0     |
| Sous-total            | Sous-total            | Sous-total            | 2           | 0           | -           | -               | -               | -               | 3                 | 0                 | -                 | -                              | -                              | -                              | -                              | 5     | 0     | 0     |
| 2010-2011             | Pinhalnovense (prêt)  | 3                     | 10          | 1           | -           | -               | -               | -               | -                 | -                 | -                 | -                              | -                              | -                              | -                              | 10    | 1     | 0     |
| Sous-total            | Sous-total            | Sous-total            | 10          | 1           | -           | -               | -               | -               | -                 | -                 | -                 | -                              | -                              | -                              | -                              | 10    | 1     | 0     |
| 2011-2012             | Sporting CP           | 1                     | 11          | 0           | 1           | 3               | 0               | 0               | 1                 | 0                 | 0                 | C3                             | 6                              | 0                              | 1                              | 21    | 0     | 2     |
| 2012-2013             | Sporting CP           | 1                     | 15          | 0           | 2           | 0               | 0               | 0               | 0                 | 0                 | 0                 | C3                             | 4                              | 0                              | 0                              | 19    | 0     | 2     |
| 2013-2014             | Sporting CP           | 1                     | 27          | 3           | 4           | 1               | 0               | 1               | 1                 | 0                 | 0                 | -                              | -                              | -                              | -                              | 29    | 3     | 5     |
| 2014-2015             | Sporting CP           | 1                     | 18          | 0           | 0           | 4               | 1               | 1               | 1                 | 0                 | 0                 | C1+C3                          | 3+1                            | 0                              | 0                              | 27    | 1     | 1     |
| 2015-2016             | Sporting CP           | 1                     | 1           | 0           | 0           | 1               | 0               | 0               | 2                 | 0                 | 0                 | C1+C3                          | 0+3                            | 0                              | 0                              | 7     | 0     | 0     |
| Sous-total            | Sous-total            | Sous-total            | 72          | 3           | 7           | 9               | 1               | 2               | 5                 | 0                 | 0                 | -                              | 17                             | 0                              | 1                              | 103   | 4     | 10    |
| 2016-2017             | Olympiakós            | 1                     | 24          | 1           | 1           | 4               | 0               | 0               | -                 | -                 | -                 | C3                             | 11                             | 0                              | 2                              | 39    | 1     | 3     |
| 2017-2018             | Olympiakós            | 1                     | 1           | 0           | 0           | 0               | 0               | 0               | -                 | -                 | -                 | C1                             | 0                              | 0                              | 0                              | 1     | 0     | 0     |
| Sous-total            | Sous-total            | Sous-total            | 25          | 1           | 1           | 4               | 0               | 0               | -                 | -                 | -                 | -                              | 11                             | 0                              | 2                              | 40    | 1     | 3     |
| 2018-2019             | Legia Varsovie        | 1                     | 0           | 0           | 0           | 0               | 0               | 0               | -                 | -                 | -                 | -                              | 0                              | 0                              | 0                              | 0     | 0     | 0     |
| Sous-total            | Sous-total            | Sous-total            | 0           | 0           | 0           | 0               | 0               | 0               | -                 | -                 | -                 | -                              | 0                              | 0                              | 0                              | 0     | 0     | 0     |
| Total sur la carrière | Total sur la carrière | Total sur la carrière | 139         | 6           | 8           | 15              | 1               | 2               | 8                 | 0                 | 0                 | -                              | 28                             | 0                              | 3                              | 190   | 7     | 13    |

## Palmarès
- Avec le Sporting Portugal :
  - Vainqueur de la Coupe du Portugal en 2015.
- Avec l'Olympiakos :
  - Championnat de Grèce en 2017